# Odynerus visellus
Odynerus visellus är en stekelart som beskrevs av Cameron 1906. Odynerus visellus ingår i släktet lergetingar, och familjen Eumenidae. Inga underarter finns listade i Catalogue of Life.